# 일본의 아이돌 목록
아래는 일본의 아이돌 목록이다.

## ㄱ
- 가디언즈4 (그룹)
- 고마쓰 아야카
- 고맛토 (그룹)
- 고토 마키

## ㄴ
- 나츠야키 미야비
- 나카가와 쇼코
- 나카노 후죠 시스터즈 (그룹)
- 나카마 유키에
- 나카마루 유이치
- 나카모리 아키나
- 나카야마 미호
- B.I Shadow (그룹)
- 나카야마 유마
- 나카지마 유토
- 나카지마 켄토
- 노기자카46 (그룹)
- 노스리브스 (그룹)
- 노치우라 나쓰미 (그룹)
- 니노미야 카즈나리
- 니시키도 료

## ㄷ
- 다구치 준노스케
- 다나카 레이나
- 다나카 코키
- 다치바나 가나
- 다코야키 레인보우 (그룹)
- 더브로 아리사
- 덴파구미.inc (그룹)
- 도쿄여자류 (그룹)
- 동방신기 (듀오)
- 드림 모닝구무스메 (그룹)

## ㄹ
- 록카 자포니카 (그룹)

## ㅁ
- 마노 에리나
- 마루야마 류헤이
- 마스다 타카히사
- 마에다 아츠코
- 마츠다 세이코
- 마츠모토 준
- 마츠우라 아야
- 마츠이 레나
- 마츠이 쥬리나
- 마키노 유이
- 메론키넨비 (그룹)
- 모닝구무스메 사쿠라구미 (그룹)
- 모닝구무스메 오토메구미 (그룹)
- 모닝구무스메 탄생 10년 기념대 (그룹)
- 모닝구무스메
- 모닝구무스메 (그룹)
- 모모이로 클로버 Z (그룹)
- 무라카미 싱고
- 무카이 오사무
- 무토 아야미
- 미니모니 (그룹)
- 미요시 아야카
- 미즈키 나나
- 미치시게 사유미
- 미히로
- 밈도쿄 (그룹)

## ㅂ
- Vanilla Beans (듀오)
- 밧텐쇼죠타이 (그룹)
- 비유덴 (그룹)
- 비투비 (그룹)

## ㅅ
- 사시하라 리노
- 사야시 리호
- 사와지리 에리카
- 사카모토 마아야
- 사카이 노리코
- 사쿠라 학원 (그룹)
- 사쿠라다 준코
- 사쿠라이 쇼
- 사토 마사키
- 소년대 (그룹)
- 슈고캬라에그! (그룹)
- 슈지와 아키라 (듀오)
- 스기모토 유미
- 스즈키 아이리
- 스즈키 카논
- Sphere (그룹)
- 시게오카 다이키
- 시리츠에비스추가쿠 (그룹)
- 시부타니 스바루
- 새로운 학교의 리더즈

## ㅇ
- 아나이 치히로
- 아라가키 유이
- 아라시 (그룹)
- 아리야스 모모카
- 아마치 마리
- 아마키 쥰
- 아무로 나미에
- 아베 나츠미
- 아베 아사미
- 아사카와 나나
- 아사히 나오
- 아아! (그룹)
- 아야세 하루카
- 아이다 쇼코
- 아이돌링!!! (그룹)
- 아이바 마사키
- 아이스크림무스메 (그룹)
- 아카니시 진
- 아키모토 사야카
- 아테나&로비케로츠 (그룹)
- 안주루무 (그룹)
- 야마구치 모모에
- 야마다 료스케
- 야마다 타카유키
- 야마시타 토모히사
- 야부 코타
- 야오토메 히카루
- 업업걸즈 (갓코카리) (그룹)
- 에비스 마스캇츠 (그룹)
- 에코모니 (그룹)
- 오가와 마나
- 오가와 마코토
- 오가타 하루나
- 오구라 유이
- 오구라 유코
- 오기노메 요코
- 오냥코클럽 (그룹)
- 오노 사토시
- 오노 에레나
- 오모토 아야노
- 오시마 유코
- 오오바 미나
- 오오시마 료카
- 오오시마 마이
- 오오야 시즈카
- 오오와다 나나
- 오오츠카 아이
- 오오쿠라 타다요시
- 오오타 아이카
- 오카다 나나 (b. 1997)
- 오카다 유키코
- 오카다 준이치
- 오카모토 케이토
- 오카와 아이
- 오카이 지사토
- 오쿠 마나미
- 오쿠나가 마코토
- 오타케 시노부
- 온가쿠갓타스 (그룹)
- 와타나베 마유
- 와타리로카하시리타이7 (그룹)
- 요시자와 히토미
- 요코야마 유
- 우에다 타츠야
- 우에토 아야
- 우치다 유키
- 웨더 걸스 (타이완의 음악 그룹) (그룹)
- 유이카오리 (듀오)
- 이노오 케이
- 이노우에 마오
- 이리야마 안나
- 이리에 사아야
- 이시다 아유미 (b. 1948)
- 이시다 아유미 (b. 1997)
- 이시다 하루카
- 이시카와 리카
- 이시하라 사토미
- 이시하라 유지로
- 이와사 미사키
- 이와사키 히로미 (가수)
- 이와타 카렌
- 이이다 리호
- 이이다 카오리
- 이이쿠보 하루나
- 이치이 사야카
- 이치카와 미오리
- 이코마 리나
- 이쿠타 에리나
- 이쿠타 에리카
- 이쿠타 토마
- 이타노 토모미
- 이토 유나 (1983년)

## ㅈ
- 자니스 주니어 (그룹)
- 자니스WEST (그룹)

## ㅊ
- 차오 벨라 칭케티 (그룹)
- 초코러브 from AKB48 (그룹)
- 초특급 (그룹)
- 츠구나가 모모코
- 츠바키팩토리 (그룹)
- 치넨 유리

## ㅋ
- 카메나시 카즈야
- 카와시마 우미카
- 카토 시게아키
- 칸다 사야카
- 칸쟈니∞
- 칸쟈니∞ (그룹)
- Candies (그룹)
- 캬나리클럽 (그룹)
- 캬리 파뮤파뮤
- 컨트리걸즈 (그룹)
- 케야키자카46 (그룹)
- 코다 쿠미
- 코마츠 미호
- 코부시팩토리 (그룹)
- 코야마 케이치로
- 코이즈미 쿄코
- 코코넛츠무스메 (그룹)
- 코토부키 미나코
- 쿠도 하루카
- 쿠리야마 치아키
- 쿠사노 히로노리
- 쿠스미 코하루
- 크로스진 (그룹)
- 크리스털 케이
- 키노시타 아유미
- 키라☆피카 (그룹)
- 킷카와 유우

## ㅌ
- 타이요토시스코문 (그룹)
- 타카가키 아야히
- 타카키 유야
- 타쿠야 (가수)
- 타키 & 츠바사 (듀오)
- 탄도소년단 (그룹)
- 탄포포 (음악 그룹) (그룹)
- 테고마스 (듀오)
- 테고시 유야
- 테라시마 유후
- 토다 에리카
- 토마츠 하루카
- 토요사키 아키
- 팀 샤치호코 (그룹)

## ㅍ
- Fairies (그룹)
- 풋치모니 (그룹)
- French Kiss (그룹)
- Pink Lady (듀오)

## ㅎ
- 하기와라 마이
- 하로프로 연수생 (그룹)
- 하마사키 아유미 (아이돌 이후)
- 하세베 유
- 하지메 지토세
- 하츠네 미쿠
- 헬로! 프로젝트 키즈 (그룹)
- 혼고 카나타
- 후단쥬쿠 (그룹)
- 후지모토 미키
- 후카다 쿄코
- 후쿠다 카논
- 후쿠무라 미즈키
- 히라노 아야
- 히로스에 료코
- Hikaru Genji (그룹)

## 알파벳
- Kyoto flavor
- Sakura Ebi~s (그룹)
- 3B junior (그룹)
- 9nine (그룹)
- A.B.C-Z (그룹)
- AAA (그룹)
- AKB48 (그룹)
- ALI PROJECT (그룹)
- BABYMETAL (그룹)
- BONNIE PINK (아이돌 이후)
- BeForU (그룹)
- Berryz코보 (그룹)
- Buono! (그룹)
- Buzy (그룹)
- ClariS (듀오)
- Clear’s (그룹)
- CoCo (그룹)
- D&D (그룹)
- DA PUMP (그룹)
- DEF.DIVA (그룹)
- DISH// (그룹)
- DIVA (그룹)
- Dream5 (그룹)
- E-girls (그룹)
- EXILE THE SECOND (그룹)
- Exile (그룹)
- Flame (그룹)
- Folder5 (그룹)
- GACKT (아이돌 이후)
- GAM (듀오)
- GENERATIONS from EXILE TRIBE (그룹)
- HKT48 (그룹)
- Hey! Say! JUMP (그룹)
- High-King (그룹)
- HΛL (그룹)
- I☆Ris (그룹)
- J Soul Brothers (그룹)
- J-FRIENDS (그룹)
- Janne Da Arc (그룹)
- Juice=Juice (그룹)
- KAT-TUN (그룹)
- KinKi Kids (듀오)
- Kis-My-Ft2 (그룹)
- Lead (그룹)
- LiSA
- LinQ (그룹)
- MilkyWay (그룹)
- Myco
- NiziU (그룹)
- NEWS (그룹)
- NMB48 (그룹)
- NYC (그룹)
- Not Yet (그룹)
- @onefive (그룹)
- PASSPO☆ (PASSPO☆) (그룹)
- Perfume (그룹)
- PrizmaX (그룹)
- RAG FAIR (그룹)
- Romans (그룹)
- Rev. from DVL (그룹)
- Rihwa
- SDN48 (그룹)
- Ships (듀오)
- SILENT SIREN (그룹)
- SKE48 (그룹)
- SPEED (그룹)
- STU48 (그룹)
- Super Girls (그룹)
- Sexy Zone (그룹)
- TOKIO (그룹)
- V6 (그룹)
- Vanilla Mood (그룹)
- W (듀오)
- W-inds. (그룹)
- WaT (듀오)
- Whiteberry (그룹)
- Wink (듀오)
- YUI
- Z-1 (그룹)
- Zone (그룹)
- ZYX (그룹)
- ℃-ute (그룹)

## 같이 보기
- 그라비아 아이돌 목록